# Mihály Balacics
Mihály Balasits, meglio conosciuto come Mihály Balasics (Pesterzsébet, 19 ottobre 1898 – 1971), è stato un allenatore di calcio e calciatore ungherese, di ruolo difensore.

## Carriera
Nel 1927, dopo esser stato fra i protagonisti dello scudetto poi revocato del Torino, è costretto a tornare a giocare in patria dalla Carta di Viareggio.

## Palmarès
- Campionato italiano: 1 (revocato)

Torino: 1926-1927